# Resznek
Resznek is een plaats (község) en gemeente in het Hongaarse comitaat Zala. Resznek telt 342 inwoners (2001).